# Јирген Клоп
Јирген Норберт Клоп (рођен 16. јуна 1967. у Штутгарту) је немачки фудбалски тренер и бивши фудбалер.
Клоп је већи део своје петнаестогодишње играчке каријере провео у Мајнцу 05, затим је постао њихов тренер, тренирао их је од 2001. до 2008. године и за то време обезбедио промоцију у Бундеслигу. Клоп 2008. године постаје тренер у Борусије из Дортмунд, са њима је освојио две узастопне Бундеслиге 2011. и 2012. године, DFB-Pokal, тј. куп Немачке 2012. године и суперкуп Немачке, односно DFL-Supercup 2008, 2013. и 2014. године. Такође, довео је Борусију у финале Лиге шампиона 2013. године. Освојио је награде за најбољег тренера у Немачкој 2011. и 2012. године. У октобру 2015. постао је тренер Ливерпула.
Још као активни играч, дипломирао је на спортском факултету Франкфуртског универзитета на тему рекреационог ходања. Након уласка у Бундеслигу са Мајнцом 05, Клоп који у том тренутку још није поседовао потребну тренерску лиценцу, на Немачкој вишој спортској школи у Келну, је накнадно положио одговарајуће испите и добио тренерску лиценцу за Бундеслигу (Ц лиценца).

## Тренерски успеси

### Мајнц 05
- Промоција у Бундеслигу : 2003/04.

### Борусија Дортмунд
- Првенство Немачке (2) : 2010/11, 2011/12.
- Куп Немачке (1) : 2011/12.
- Суперкуп Немачке (3) : 2008, 2013, 2014.
- Телеком куп Немачке (1) : 2011.
- Лига шампиона : финале 2012/13.

### Ливерпул
- Премијер лига (1) : 2019/20.
- ФА куп (1) : 2021/22.
- Лига куп Енглеске (2) : 2021/22, 2023/24.
- ФА Комјунити шилд (1) : 2022.
- Лига шампиона (1) : 2018/19, финале 2017/18, 2021/22.
- Лига Европе : финале 2015/16.
- Суперкуп Европе (1) : 2019.
- Светско клупско првенство (1) : 2019.